# Dytyramb
Dytyramb (stgr. διθύραμβος dithyrambos) – oda lub pieśń pochwalna o charakterze patetycznym, wzniosłym, niekiedy tragicznym; z czasem nabrał cech patetycznej poezji emocjonalnej.
Współcześnie występuje zarówno w tonacji poważnej, jak i parodystycznej – prześmiewczej. W liryce starożytnej Grecji był uroczystą pieśnią ku czci Dionizosa śpiewaną przez chór z towarzyszeniem fletu i tańca. Dytyramb stanowiła „pieśń kozła”, z której wywodzić się mają tragedia i komedia antyczna. Pochodzenie tragedii z dytyrambu poświadcza Arystoteles w Poetyce.

## Dytyramb w literaturze starożytnej
Dytyramb był w greckiej liryce chóralnej pieśnią pochwalną na cześć Dionizosa, opiewającą jego cierpienia i radości, patetyczną, a zarazem pełną entuzjazmu, śpiewaną podczas świąt dionizyjskich przez chór. Prawdopodobnie w przebraniu kozłów-satyrów przy akompaniamencie aulosu, w połączeniu z tańcami wokół ołtarza.
Gatunkiem poezji artystycznej uczynił dytyramb Arion z Koryntu (ok. 600 p.n.e.), który ustalił także sposób jego wykonywania. Wprowadzenie śpiewów solowych i wzrastająca rola koryfeusza chóru sprzyjały krystalizowaniu się w obrębie dytyrambu formy dramatycznej; stąd przypuszcza się, że z dytyrambu wyrosły zarówno tragedia, jak i komedia. Rozkwit gatunku przypada na IV–V w. p.n.e. Czołowymi przedstawicielami tego gatunku byli m.in. Lasos z Hermiony, Simonides z Keos, Bakchylides czy Pindar. W następnych stuleciach uległ on konwencjonalizacji i schematyzacji, równocześnie zaś muzyka wzięła w nim górę nad słowem poetyckim.